# Fan Kexin
Fan Kexin (范 可新S; Anda, 19 settembre 1993) è una pattinatrice di short track cinese, vincitrice di un oro e un argento olimpico e cinque titoli mondiali.

## Biografia
Ha rappresentato la Cina ai Giochi olimpici invernali di Soči 2014, dove ha vinto l'argento nei 1000 m, terminando alle spalle della sudcoreana Park Seung-hi.
All'Olimpiade di Pechino 2022 ha vinto la medaglia d'oro nella staffetta 2000 m mista con Zhang Yuting, Qu Chunyu, Wu Dajing e Ren Ziwei.

## Palmarès

### Olimpiadi
- 2 medaglie:
  - 1 oro (staffetta 2000 m mista a Pechino 2022).
  - 1 argento (1000 m a Soči 2014).

### Campionati mondiali
- 15 medaglie:
  - 11 ori (500 m, staffetta 3000 m a Sheffield 2011; 500 m, staffetta 3000 m a Shanghai 2012; staffetta 3000 m a Debrecen 2013; staffetta 3000 m a Montréal 2014; 500 m a Mosca 2015; 500 m a Seul 2016; 500 m e staffetta 3000 m a Rotterdam 2017; staffetta 2000 m mista a Rotterdam 2024);
  - 2 argenti (staffetta 3000 m a Mosca 2015; 500 m a Sofia 2019);
  - 2 bronzi (500 m a Debrecen 2013; 500 m a Montréal 2014).

### Giochi asiatici
- 3 medaglie:
  - 1 oro (staffetta 3000 m ad Astana-Almaty 2011);
  - 2 argenti (500 m ad Astana-Almaty 2011; staffetta 3000 m a  Sapporo 2017).

### Mondiali juniores
- 2 medaglie:
  - 2 argenti (500 m e staffetta 3000 m a Taipei 2010).